# 向阳西山遗址
向阳西山遗址，位于中国吉林省柳河县向阳镇，为一个省级文物保护单位，类型为古遗址，公布时间为2007年5月31日。该文物保护单位由柳河县文管所管理。
向阳西山遗址的历史年代为原始时期。